# Burry Stander
Burry Willie Stander (ur. 16 września 1987 w Port Shepstone, zm. 3 stycznia 2013 w Shelly Beach) – południowoafrykański kolarz górski i szosowy.

## Kariera
Pierwszy sukces w karierze Burry Stander osiągnął w 2005 roku, kiedy został mistrzem RPA w kategorii juniorów w cross-country. Dwa lata później zwyciężył w mistrzostwach Afryki, a w 2008 roku zdobył srebrny medal w kategorii U-23 na mistrzostwach świata w Val di Sole. W 2008 roku wystartował również na igrzyskach olimpijskich w Pekinie, gdzie zajął piętnaste miejsce w cross-country. Ponadto w sezonie 2009 Pucharu Świata był trzeci w klasyfikacji generalnej – wyprzedzili go tylko Francuz Julien Absalon i Hiszpan José Antonio Hermida. Stander startował także w zawodach szosowych, był między innymi wicemistrzem kraju z 2011 roku.
Zginął w wypadku jadąc na rowerze 3 stycznia 2013 na Shelly Beach w Południowej Afryce.